# 密羽贯众
密羽贯众（学名：Cyrtomium confertifolium），为鳞毛蕨科贯众属下的一个植物种。